# Weltraumbahnverfolgung
Weltraumbahnverfolgung (englisch space tracking) ist – entsprechend Artikel 1.136 der Vollzugsordnung für den Funkdienst (VO Funk) der Internationalen Fernmeldeunion (ITU) – definiert als „Bestimmung der Umlaufbahn, der Geschwindigkeit oder der Position eines Weltraumkörpers durch Funkortung, jedoch ohne Benutzung des primären Radars, um den Weg dieses Körpers verfolgen zu können“.
Hierbei handelt es sich aber auch um einen Begriff der Frequenzverwaltung, der in den ITU-Sprachen verbindlich definiert ist, in der VO Funk veröffentlicht wurde und speziell im Zusammenhang mit „Begriffen des Betriebs“ verwendet wird.